# Sesso occasionale (singolo)
Sesso occasionale è un singolo del cantautore italiano Tananai, pubblicato il 3 febbraio 2022 come quarto estratto dal secondo album in studio Rave, eclissi.
Il brano è stato eseguito in gara al Festival di Sanremo 2022, classificandosi alla venticinquesima e ultima posizione. Nonostante ciò, ottenne ugualmente un ottimo successo commerciale, entrando nella top 10 della classifica FIMI.

## Descrizione
Il brano, scritto e composto dallo stesso cantautore con Paolo Antonacci, Alessandro Raina e Davide Simonetta, in arte d.whale, è prodotto dallo stesso Tananai con quest'ultimo.

## Video musicale
Il video musicale, diretto da Olmo Parenti, è stato pubblicato in concomitanza all'uscita del brano attraverso il canale YouTube del cantautore.

## Tracce
Testi e musiche di Alberto Cotta Ramusino, Paolo Antonacci, Alessandro Raina, Davide Simonetta.
1. Sesso occasionale – 3:15

## Classifiche

### Classifiche settimanali
| Classifica (2022) | Posizione massima |
| ----------------- | ----------------- |
| Italia            | 8                 |

### Classifiche di fine anno
| Classifica (2022) | Posizione |
| ----------------- | --------- |
| Italia            | 38        |